# 徑向速度

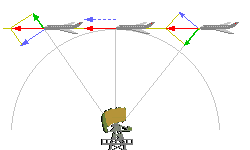
飛過雷達站的飛機：飛機的速度向量（紅色）是徑向速度（綠色）和切線速度（藍色）的向量和

徑向速度（英語：Radial velocity）是物體相對於給定點之間距離的變化率。也就是說徑向速度是速度在視線方向上的分量，這個分量指向定點和該物體的半徑方向。在天文學中，給定點通常被視為地球上的觀測者，因此徑向速度表示該物體離開地球的速度（為正值）或接近地球的速度（為負值）。
在天文學中，徑向速度通常通過都卜勒頻譜量測。通過這種方法獲得的量可以稱為質心徑向速度或光譜徑向速度。 然而，由於相對論和宇宙學效應，通常光從一個天體到達觀測者要經過很長遠的距離，如果沒有對物體及觀測者之間的空間附加假設，這種量測不能準確地轉換成幾何徑向速度。相較之下， 天體量測徑向速度由天體量測的觀測確定（例如，年周視差的長期變化）。

## 光譜徑向速度
恆星的徑向速度，能夠經由高解析的光譜精確的測量，並且和在實驗室內測出的已知譜線波長做比較。在習慣上，正的徑向速度表示物體在退行，如果是負值，物體則是在接近。
在許多聯星中，軌道運動通常都會造成每秒數公里的徑向速度改變量。這些恆星譜線的變化肇因於都卜勒效應，因此她們被稱為光譜聯星。研究徑向速度可以估計恆星的質量和一些軌道要素，像是離心率、半長軸。同樣的方法也被用在發現環繞恆星的行星上，在這種方法下測量的運動可以確定行星的軌道週期，而位移量的大小可以用來計算行星的質量。